# 1789 у літературі

## Книги
- «Замок Етліна і Данбейна» (англ. «The Castles of Athlin and Dunbayne») — готичний роман Енн Редкліфф.

### Поезія
- «Пісні невинності» (англ. «Songs of Innocence») — поетична збірка Вільяма Блейка.

### Нехудожні книги
- «Що таке третій стан?» (фр. «Qu'est ce que le tiers-état?») — політичний памфлет Еммануель-Жозефа Сієса.

## Народились
- 15 вересня — Джеймс Фенімор Купер, американський письменник-романтик.

## Померли
- 21 січня — Поль Анрі Гольбах, французький філософ німецького походження, письменник, просвітитель, енциклопедист.